# La Combelle Charbonnier Association Breuil
La Combelle CAB est un ancien club français de football basé à La Combelle dans le département du Puy-de-Dôme.
Le club évolue en championnat régional de la Ligue d'Auvergne de football. Il naviguait entre la Promotion Honneur Régionale et la Division Honneur régionale entre les années 2000 jusqu'à sa disparition.

## Histoire
Le club a été affilié officiellement en 1933 mais a vu le jour sous le nom de l'AS Combelle dans les années 1920 dans le bassin minier de Brassac-les-Mines, son essor est fortement lié à l'activité minière de cette région à cheval entre le sud du Puy-de-Dôme et le nord de la Haute-Loire.
En 1939, la fusion avec l'US Charbonnier a donné naissance au CCA (Combelle Charbonnier Association). L'après-guerre verra le développement du club grâce à Jean Bourdier. La première accession au Championnat de France amateur a lieu lors de la saison 1951-1952 après un premier titre de Champion d'Auvergne. La Combelle sera d'ailleurs un des plus petits villages à atteindre ce niveau de compétition.
Durant près de vingt-cinq ans, le club évolua entre la Division d'Honneur et le Championnat de France Amateur et remporta quatre titres de Champion d'Auvergne. La dernière saison au niveau national sera en Division 3 pour la saison 1971-1972.
Le déclin industriel du secteur minier dans les années 1980, marqua la fin d'un glorieux épisode de la vie du club. En 1988, le club fusionne avec le club voisin du Breuil-sur-Couze pour donner le nom actuel.
En 2020, le club fusionne avec celui le CSA Brassac-Sainte-Florine pour former l'USBM (Union sportive Bassin Minier).

## Palmarès
- Champion de France UFOLEP en 1946
- Vice-Champion de France UFOLEP en 1947
- Champion DH d'Auvergne : 1951, 1956, 1963, 1969

## Coupe de France
Le meilleur résultat du club est une participation au 1/32e de finale de Coupe de France en 1959-1960 contre Toulouse.